# Ескиз
Ескизът (от френски: esquisse – „нахвърляне“) в различни изкуства служи за подготовка при създаването на художествено произведение, като набелязва композицията на творбата, идейния ѝ замисъл, колорита и други аспекти.
- В изобразителното изкуство и архитектурата ескизът е рисунка, която служи за подготовка при създаването на художествено произведение. Ескизът може да бъде както бегла скица, така и сам по себе си да притежава достойнствата на завършена творба.
- В литературата представлява чернова на литературно произведение. Нахвърляне на идеи.
- В музиката представлява малка пиеса или част от по-голяма циклична творба.[1]